# Primera División Uruguaya 1993
Il campionato era formato da tredici squadre e il Peñarol vinse il titolo.

## Classifica finale
| Pos. | Squadra              | G  | V  | N  | P  | GF | GS | Punti |
| ---- | -------------------- | -- | -- | -- | -- | -- | -- | ----- |
| 1    | Peñarol              | 24 | 16 | 4  | 4  | 50 | 19 | 36    |
| 2    | Defensor Sporting    | 24 | 13 | 8  | 3  | 27 | 14 | 34    |
| 3    | Danubio              | 24 | 13 | 6  | 5  | 29 | 18 | 32    |
| 4    | Nacional             | 24 | 11 | 7  | 6  | 38 | 28 | 29    |
| 5    | Progreso             | 24 | 6  | 13 | 5  | 24 | 23 | 25    |
| 6    | Cerro                | 24 | 8  | 8  | 8  | 24 | 25 | 24    |
| 7    | Montevideo Wanderers | 24 | 7  | 8  | 9  | 23 | 25 | 22    |
| 8    | Rampla Juniors       | 24 | 5  | 11 | 8  | 17 | 24 | 21    |
| 9    | Liverpool            | 24 | 6  | 8  | 10 | 16 | 24 | 20    |
| 10   | River Plate          | 24 | 6  | 8  | 10 | 20 | 32 | 20    |
| 11   | Bella Vista          | 24 | 6  | 6  | 12 | 19 | 26 | 18    |
| 12   | Huracán Buceo        | 24 | 5  | 8  | 11 | 31 | 43 | 18    |
| 13   | Racing Montevideo    | 24 | 3  | 7  | 14 | 10 | 27 | 13    |

G = Partite giocate; V = Vittorie; N = Nulle/Pareggi; P = Perse; GF = Goal fatti; GS = Goal subiti; 

## Classifica marcatori
| Gol |  |  | Giocatore      | Squadra       |
| --- |  |  | -------------- | ------------- |
| 12  |  |  | Wilmar Cabrera | Huracán Buceo |